# Trochosaurus
Trochosaurus — вимерлий рід південноафриканських тероцефалів. Вік оцінюється в 265.0–259.0 Ma.